# Котгајзеринг
Котгајзеринг (њем. Kottgeisering) општина је у њемачкој савезној држави Баварска. Једно је од 23 општинска средишта округа Фирстенфелдбрук. Према процјени из 2010. у општини је живјело 1.584 становника. Посједује регионалну шифру (AGS) 9179131.

## Географски и демографски подаци
Котгајзеринг се налази у савезној држави Баварска у округу Фирстенфелдбрук. Општина се налази на надморској висини од 542 метра. Површина општине износи 8,2 km². У самом мјесту је, према процјени из 2010. године, живјело 1.584 становника. Просјечна густина становништва износи 193 становника/km².